# Henry Dudeney

El «problema del Mercero», un puzle creado por Henry Dudeney en 1902.

Henry Ernest Dudeney (Mayfield, 10 de abril de 1857-Lewes, 24 de abril de 1930), conocido como Henry Dudeney, fue un matemático inglés, considerado uno de los mejores creadores de juegos y acertijos/rompecabezas matemáticos en su país.[cita requerida]

## Vida
Nacido el 10 de abril de 1857, en la villa de Mayfield, al sur de Inglaterra, durante veinte años escribió e ilustró una página de entretenimientos (Perplexities) para la popular revista mensual inglesa The Strand Magazine, la misma que por entonces publicaba "Las aventuras de Sherlock Holmes".
Pese a que se sabe que nunca asistió a una escuela, desarrolló una gran habilidad mental que lo ubica, junto al norteamericano Sam Loyd, como uno de los más notables inventores de problemas de ingenio de todos los tiempos. Además, a la vez que creó una cantidad descomunal de nuevos acertijos, Henry se destacó en la resolución de persistentes enigmas, con resultados rara vez superados.
Dudeney murió el 24 de abril de 1930, a los 73 años. Estuvo casado con Alice Dudeney, prolífica autora de novelas románticas, muy conocida en la época, con quien tuvo una hija.[cita requerida]